# Ombre di Broadway
Ombre di Broadway (Broadway) è un film del 1942 diretto da William A. Seiter.
Film musicale con le coreografie di John Mattison e la direzione musicale di Charles Previn, è tratto dalla commedia di George Abbott ed è un rifacimento di Broadway, una pellicola del 1929 che era stata diretta da Pál Fejös.

## Produzione
L'Universal Pictures produsse il film nel 1942.

## Distribuzione
Distribuito dall'Universal Pictures, il film uscì l'8 maggio 1942. Nel 1948, la Film Classics ne fece uscire una riedizione. Fu riversato in VHS e in DVD, nel 2004 e 2005 da Teakwood Video, Nothing's New Video, Nostalgia Collectibles, Forgotten Hollywood.

### Date di uscita
- USA	8 maggio 1942
- Svezia	16 novembre 1942
- USA	gennaio 1948	 (riedizione)
- USA   2004   DVD
- USA   2005  VHS e DVD

Alias
- Broadway	USA (titolo originale)
- Broadway	Svezia
- Broadway efter midnatt	Svezia
- Ombre di Broadway     Italia